# George Shrinks
George Shrinks è una serie d'animazione basata sull'omonimo romanzo di William Joyce e prodotta da Nelvana e Jade Animation. È andata in onda per la prima volta su PBS dal 30 settembre 2000 al 1º dicembre 2001 e replicata successivamente su varie reti. In Italia i diritti sono in mano alla Rai, che lo ha trasmesso su RaiDue a partire dall'aprile 2003.

## Protagonisti
- George Shrinks: doppiato in inglese da Tracey Moore e in italiano da Gaia Bolognesi.
- Harold Shrinks Jr. (Junior): doppiato in inglese da Robbi Jay Thuet e in italiano da Ilaria Latini.
- Perdita Shrinks: doppiata in inglese da Kathleen Laskey e in italiano da Alessandra Korompay.
- Harold Shrinks: doppiato in inglese da Paul O'Sullivan e in italiano da Vittorio Guerrieri.
- Becky Lopez: doppiata in inglese da Bryn McAuley e in italiano da Monica Ward.

## Minori o comparse
- Zia Eunice: doppiata in inglese da Catherine Gallant e in italiano da Cristina Noci.
- Russell Copeland: doppiato in inglese da Sean McCann e  in italiano da Dario Penne.
- Ellen: doppiata in inglese da Lisa Yamanaka e in italiano da Alessia Amendola.
- Gemelli Fortevoce
- Hilda: doppiata in inglese da Annick Obonsawin e in italiano da Laura Lenghi.
- Henry: doppiato in inglese da Noah Reid e in italiano da Alessio Nissolino.
- Helga: doppiata in inglese da Maryke Hendrikse e in italiano da Domitilla D'Amico.
- Timmy: doppiato in inglese da Noah Reid e in italiano da Leonardo Graziano.
- Judy Lopez: doppiata in inglese da Debra McGrath e in italiano da Roberta Greganti.
- Lizzy
- Skyler

## Antagonisti
- Mandarinella
- I Cadwells